# Céline Fallet
Pour les articles homonymes, voir Fallet.
Ne doit pas être confondu avec Alexandre Müller.
Céline Fallet, née Céline Vériot le 17 janvier 1820 à Bar-le-Duc et morte le 16 septembre 1895 à Damvillers, est une écrivaine et enseignante française.
Écrivaine catholique prolifique, elle a notamment été l'auteure vedette de la maison d'édition pour la jeunesse Mégard, chez qui elle a publié une centaine de titres dans la collection « Bibliothèque morale de la jeunesse » entre 1851 et 1887. On estime que ces ouvrages, dont certains ont été plusieurs fois réédités, ont été vendus à plus d'un million d'exemplaires.
Elle a aussi utilisé les noms de plume C. Vériot et Alexandre Müller.

## Biographie

### Jeunesse et famille
Catherine Céline Vériot naît en 1820 à Bar-le-Duc, fille d'Alexandre Éloi Vériot, cordonnier, et de Jeanne Roton, son épouse.
En 1843, devenue institutrice, elle épouse à Damvillers François Victor Fallet, marchand de linge.

### Carrière
Le travail d'écriture de Céline Fallet s'inscrit dans le prolongement de son activité pédagogique, à l'instar d'autres institutrices ou directrices de pensions telles Élisabeth Brun, Adélaïde Manceau ou Virginie Nottret. À partir de 1851, elle est éditée dans la « Bibliothèque morale de la jeunesse », créée l'année précédente par l'imprimeur et éditeur rouennais Mégard. La collection propose des romans, des livres de vulgarisation historique et des « récits édifiants ». Céline Fallet en devient l'écrivaine vedette, signant près de 100 titres, principalement sous son nom d'épouse, mais aussi sous les noms C. Vériot, Alexandre Müller et peut-être sous d'autres pseudonymes encore non identifiés.
Céline Fallet publie par ailleurs une vingtaine d'ouvrages répartis entre les éditions Barbou à Limoges (collection « Bibliothèque chrétienne et morale »), Périsse et frères à Lyon, et les éditions Maugars à Paris.
Ses écrits rencontrent un grand succès auprès du public catholique, en particulier dans les pensionnats du Second Empire. Ils rassemblent des romans, des pièces de théâtre, quelques livres de vulgarisation scientifique, mais aussi une quinzaine d'ouvrages historiques consacrés à l'histoire de la France, l'Angleterre, la Russie ou encore la Pologne. Les nombreuses rééditions des livres de Céline Fallet attestent de leur popularité jusqu'à la fin des années 1880. Les quelque 300 éditions et rééditions publiées chez Mégard totalisent à elles seules 1,1 million d'exemplaires vendus de son vivant. 
Veuve en 1885, Céline Fallet cesse d'écrire peu après. Elle meurt en 1895 en son domicile de Damvillers.

## Postérité
Malgré son abondante production et son succès, Céline Fallet est tombée dans l'oubli après sa mort, notamment en raison de la laïcisation de l'école dont ont pâti les éditions catholiques comme la collection « Bibliothèque morale de la jeunesse », « au profit d'éditeurs parisiens plus laïcs, tels Hetzel ou Hachette ». Si on lui prête « un style vif, alerte, une langue claire, souvent colorée, parfois imagée, poétique », son éclectisme, qui rend possible un mélange des genres et une confusion entre réel et romanesque, est vue avec circonspection par certains historiens comme Charles-Olivier Carbonell.
En 1993, le musée national de l'Éducation à Rouen évoque l'œuvre de Céline Fallet dans l'exposition Rouen, le livre et l'enfant de 1700 à 1900, consacrée à la production rouennaise de manuels et de livres pour l'enfance et la jeunesse. L'auteur du catalogue, Michel Manson, historien et professeur en sciences de l'éducation qui a étudié l'œuvre de Céline Fallet, note en 2010 : « Savoir qu'un auteur quasi inconnu comme Céline Fallet publie à elle seule plus d'une centaine d’éditions dans des genres très variés, représentant plus d'un million d'exemplaires, ne peut manquer de faire réfléchir ceux qui mesurent l'importance des auteurs de jeunesse à leur notoriété. »

## Publications
(Sauf indication contraire, les ouvrages et les mentions des rééditions proviennent du catalogue de la Bibliothèque nationale de France ou de la Bibliographie de la France. Cette liste n'est pas exhaustive et peut comporter des erreurs.)

### Collection «Bibliothèque morale de la jeunesse», éditions Mégard ou Vimont (Rouen)
- Le Coffret d'ébène, ou les Diamants de l'aïeule, 1851 [Lire en ligne sur Gallica]
- La Chaumière de Marthe, 1851 [Lire en ligne sur Gallica]
- Edwige, mœurs du XIIIe siècle, 1851 ; rééd. 1859
- Le Testament d'une mère, 1851
- Voyage en Alsace et Lorraine, sous le nom d'Alexandre Müller, 1851 ; rééd. 1857, 1863
- Eugénie, ou la Mémoire du cœur, 1852 ; rééd. 1875, 1876 (sous le titre La Mémoire du cœur) [Lire en ligne sur Gallica]
- Histoire de Pierre le Grand, empereur de Russie, 1852 ; rééd. 1861, 1864, 1866, 1867, 1869
- Alice et Clotilde, ou le Plaisir et le devoir, 1853 ; rééd. 1863, 1867 [Lire en ligne sur Gallica]
- Histoire de Marie Stuart, reine d'Écosse, 1853
- Ambition et Sagesse, 1854 ; rééd. 1860 [Lire en ligne sur Gallica]
- Galerie des artistes célèbres, peintres, sculpteurs, architectes, 1854 [Lire en ligne sur Gallica] ; rééd. 1884
- La Famille Vernier, ou la Noblesse du cœur, 1855
- Les Princes de l'art, architectes, sculpteurs, peintres, graveurs, musiciens, poëtes, orateurs, 1855 ; rééd. 1859, 1864
- Bertrand Du Guesclin, 1856 ; rééd. 1862, 1863, 1866
- Conquête de l'Algérie, 1856 [Lire en ligne sur Gallica] ; rééd. 1857, 1859
- La France, sites, monuments, richesses et souvenirs, 1856 ; rééd. 1862, 1863, 1868
- Lettres choisies de Mme de Sévigné, 1856 ; rééd. en 1867
- Le Premier Pas dans le monde, leçons de politesse, 1856 ; rééd. 1859, 1867
- Les Trois Sœurs, ou la Piété filiale, 1856
- La Réconciliation, 1856
- Noblesse oblige, 1857 [Lire en ligne sur Gallica]
- L'Homme propose et Dieu dispose, 1858
- Arthur de Bretagne, 1859 ; rééd. 1863
- Jean Sobieski, ou le Défenseur de la chrétienté, 1859 ; rééd. 1864, 1868
- Anne de Kervan, fin du XVIIIe siècle, 1860 [Lire en ligne sur Gallica]
- France et Italie, 1860 [Lire en ligne sur Gallica] ; rééd. 1861
- Une glorieuse campagne, souvenirs de la guerre d'Italie, 1860 [Lire en ligne sur Gallica] ; rééd. 1861, 1864
- Jeanne de Montfort, leçons d'histoire et de morale, 1860 ; rééd. 1865, 1867 ; 1872, 1874 (sous le titre Leçons d'histoire et de morale)
- Louis XIV et la Hollande, 1860 ; rééd. 1865
- Le Rêve d'un père, 1860 ; rééd. 1863, 1867
- Cécile Dervigny, 1861 ; rééd. 1863
- Le Feu d'artifice, 1863 ; rééd. 1875
- Pierre l'idiot, 1861 ; rééd. 1863
- Les Voisins de campagne, 1862
- Honneur et Patrie, 1862 ; rééd. 1866, 1868
- Les Amis de collège, 1863
- Le Robinson de la jeunesse, 1863 [Lire en ligne sur Gallica]
- La Folle des Ardennes, ou les Suites de l'ambition, 1864 ; rééd. 1865, 1867
- Le Secret du bonheur, 1864
- Le Docteur Jean, 1866 ; rééd. 1868, 1873
- Le Fils du charpentier, 1866 ; rééd. 1867, 1873
- Le Père Claude, 1866 ; réed. 1869
- Le Maréchal de Saxe, ou le Héros du siècle de Louis XV, 1866 [Lire en ligne sur Gallica] ; rééd. 1878 sous le nom de C. Vériot (sous le titre Le Vainqueur de Fontenoy[14])
- L'Amour du devoir, 1867 ; rééd. 1873
- Bernard et Raoul, épisode du règne de Henri IV, 1867 ; rééd. 1880, 1884 (sous le titre Deux Frères, épisode du règne de Henri IV) [Lire en ligne sur Gallica]
- Blanche de Villaflor, 1867 ; rééd. 1870 [Lire en ligne sur Gallica]
- Le Fils du fermier, 1867
- Un revers de fortune. [La Mendiante.], 1867 ; rééd. 1868, 1870
- Les Bienfaiteurs de l'humanité, 1868
- Le Choix d'une amie, scènes de la vie de famille, 1868
- L'Oncle Étienne, 1868
- Un train de plaisir, sous le nom d'Alexandre Müller, 1868
- Le Fils du pêcheur, 1869 ; rééd. 1870, 1874, 1885
- Les Richesses du globe, 1869 ; rééd. 1870
- Cent Choses utiles, 1872 ; rééd. 1873
- L'École des beaux-arts, 1872 [Lire en ligne sur Gallica] ; rééd. 1876
- Les Insectes, sous le nom de C. Vériot, 1873 [Lire en ligne sur Gallica]
- Le Bonheur du foyer, sous le nom de C. Vériot, 1873 [Lire en ligne sur Gallica] ; rééd. 1876
- Alsace et Lorraine, sous le nom d'Alexandre Müller, 1873
- Claude Martin, histoire d'un vieux mendiant, 1873 ; rééd. 1874
- La Famille de Valcy, 1874
- Un mauvais caractère, 1874
- Notre-Dame de Lourdes et Paray-le-Monial, 1874 ; rééd. 1875
- Les Hôtes de l'océan, 1875 [Lire en ligne sur Gallica]
- Marguerite de Verdières, 1875
- Michel le contrebandier, 1875
- Plaisir et Devoir, 1875
- Une tradition de famille, 1875
- Mon jardin, sous le nom de C. Vériot, 1875
- La Bénédiction paternelle, sous le nom de C. Vériot, 1875
- La Demoiselle de Leidemberg, 1876
- Le Monde des eaux, 1876
- La Vie de famille, 1876
- Antoinette Gaultier, 1877
- La Piété filiale, 1877
- Le Roi de la montagne, 1877
- Une vocation, 1877
- Une belle histoire [Jeanne d'Arc], 1878
- Les Enfants du sculpteur, 1878
- Navigateurs et Marins illustres, 1879 [Lire en ligne sur Gallica]
- L'École buissonnière, 1880
- L'Amour du travail, sous le nom de C. Vériot, 1880
- Minéraux, végétaux et animaux, 1881 [Lire en ligne sur Gallica]
- L'Algérie, 1882 [Lire en ligne sur Gallica]
- Les Plantes précieuses, sous le nom de C. Vériot, 1880
- Les Mers polaires, 1883 [Lire en ligne sur Gallica]
- Nos maisons, sous le nom de C. Vériot, 1883
- Les Côtes de la France, sous le nom de C. Vériot, 1884
- Orgueil et Jalousie, sous le nom de C. Vériot, 1885
- L'Amour des fleurs, sous le nom de C. Vériot, 1885
- La Couronne de roses, 1885
- Angèle et Claire, ou les Deux cousines, 1885
- L'Écrin de l'aïeule, 1885
- La Fille du pêcheur, 1885
- Une honnête famille, 1885
- L'Hôtellerie de la montagne, 1885 [Lire en ligne sur Gallica]
- Conseils à mes filles, 1887
- L'Héritage de Marguerite, ou les Nobles cœurs, 1887
- Stéphane, ou les Suites funestes de l'égoïsme, 1887

### Collection «Bibliothèque chrétienne et morale», éditions Barbou (Limoges)
- Justine, ou les Dangers de la vanité, 1852, « Bibliothèque chrétienne et morale » ; rééd. 1853, 1867 ; 1860, 1862 (sous le titre Agnès, ou les Dangers de la vanité)
- Histoire des ducs de Normandie, avec description des mœurs, coutumes, villes et monuments de toute la province, 1853, « Bibliothèque chrétienne et morale » ; rééd. 1860, 1867, 1873, 1875, 1876, 1878, 1880, 1881, 1882, 1883
- Histoire des ducs de Bretagne, avec description des mœurs, coutumes, villes et monuments de toute la province, « Bibliothèque chrétienne et morale » ; 1854 ; rééd. 1856, 1860, 1880, 1882, 1883

### Éditions Périsse (Paris, Lyon)
- La Flatterie, comédie en un acte et en prose, 1852
- Théâtre de la jeunesse, scènes morales destinées aux institutions de demoiselles, 1852 ; réd. 1858 [Lire en ligne sur Gallica]
- Les Deux Sœurs de lait, comédie en un acte et en prose, 1854
- Récréations des pensionnats, 1854 [Lire en ligne sur Gallica]
- La Réconciliation, comédie en un acte et en prose, 1854
- L'Écrin, comédie en un acte et en prose, 1854
- Un pieux mensonge, comédie en un acte et en prose, 1854
- Claire et Marie, comédie en un acte et en prose, 1854
- La Curiosité, comédie en un acte et en prose, 1854 ; rééd. 1878 chez Bourguet-Calas
- Éducation des jeunes filles, conseils aux mères de famille et aux institutrices, 1854

### Collection «Récréations du pensionnat et de l'orphelinat», éditions Maugars (Paris)
- La Croix d'or, comédie en 1 acte, Paris, 1867
- Donner et pardonner, comédie en 1 acte, 1867
- L'Héritage de la baronne, comédie en 1 acte, 1867
- L'Hôtel de la Pomme de pin, comédie en 1 acte, 1867
- L'Oiseau de paradis, comédie en 1 acte, 1867
- La Paix et la Guerre, comédie en 1 acte, 1867

### Éditions posthumes
- L'Oncle Bernard, ou l'art de faire un jardin, Librairie moderne de livres de prix, 1911